# 巴托里諾湖

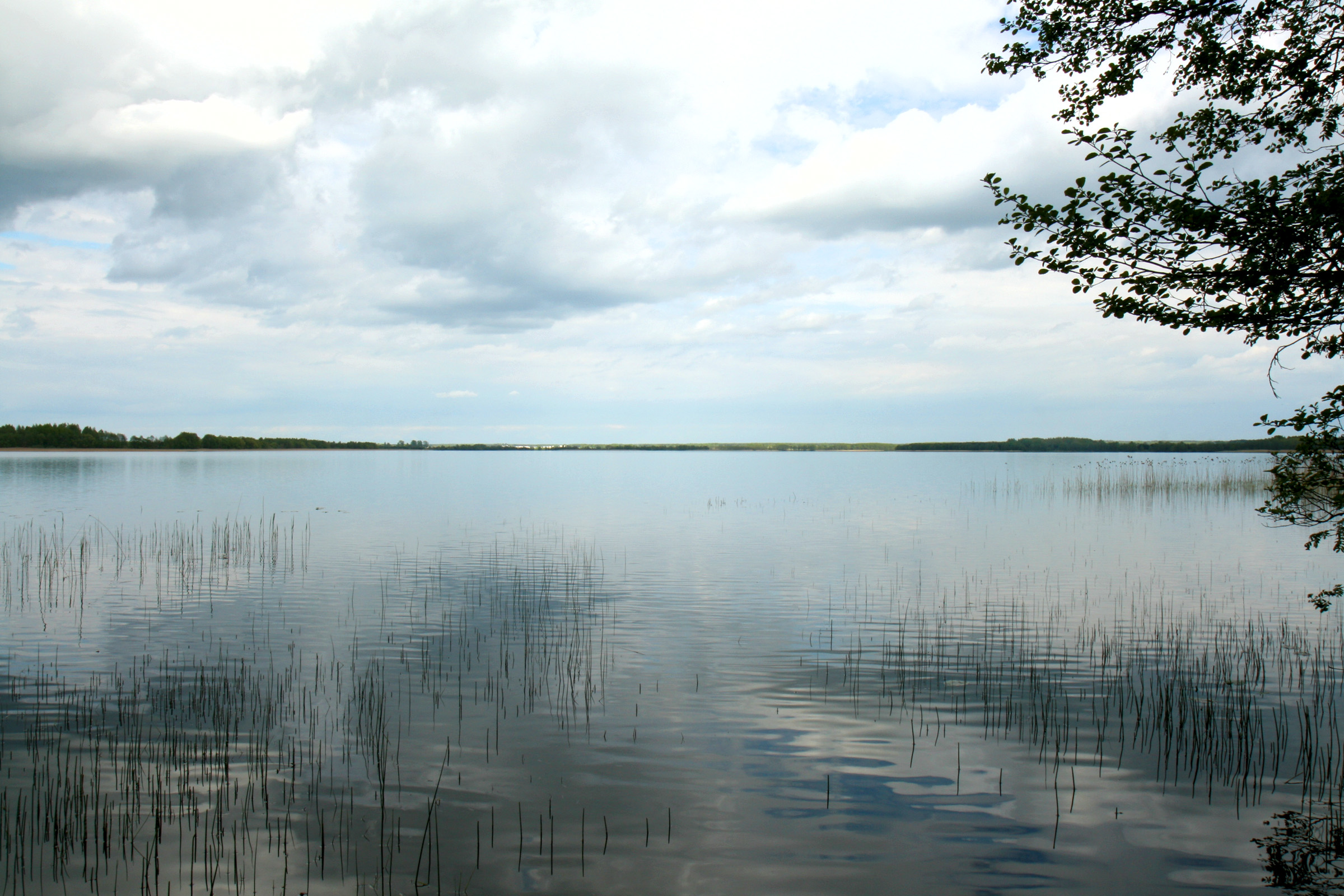
巴托里諾湖

巴托里諾湖（白俄羅斯語：Баторына）是白俄羅斯的湖泊，由明斯克州負責管轄，長3.5公里、寬2.4公里，面積6.25平方公里，集水區面積92.4平方公里，湖岸線長度15公里，平均水深2.4米，最大水深5.5米。